# Eriastrum densifolium
Eriastrum densifolium är en blågullsväxtart som först beskrevs av George Bentham, och fick sitt nu gällande namn av Mason. Eriastrum densifolium ingår i släktet Eriastrum och familjen blågullsväxter.

## Underarter
Arten delas in i följande underarter:
- E. d. densifolium
- E. d. sanctorum

## Bildgalleri

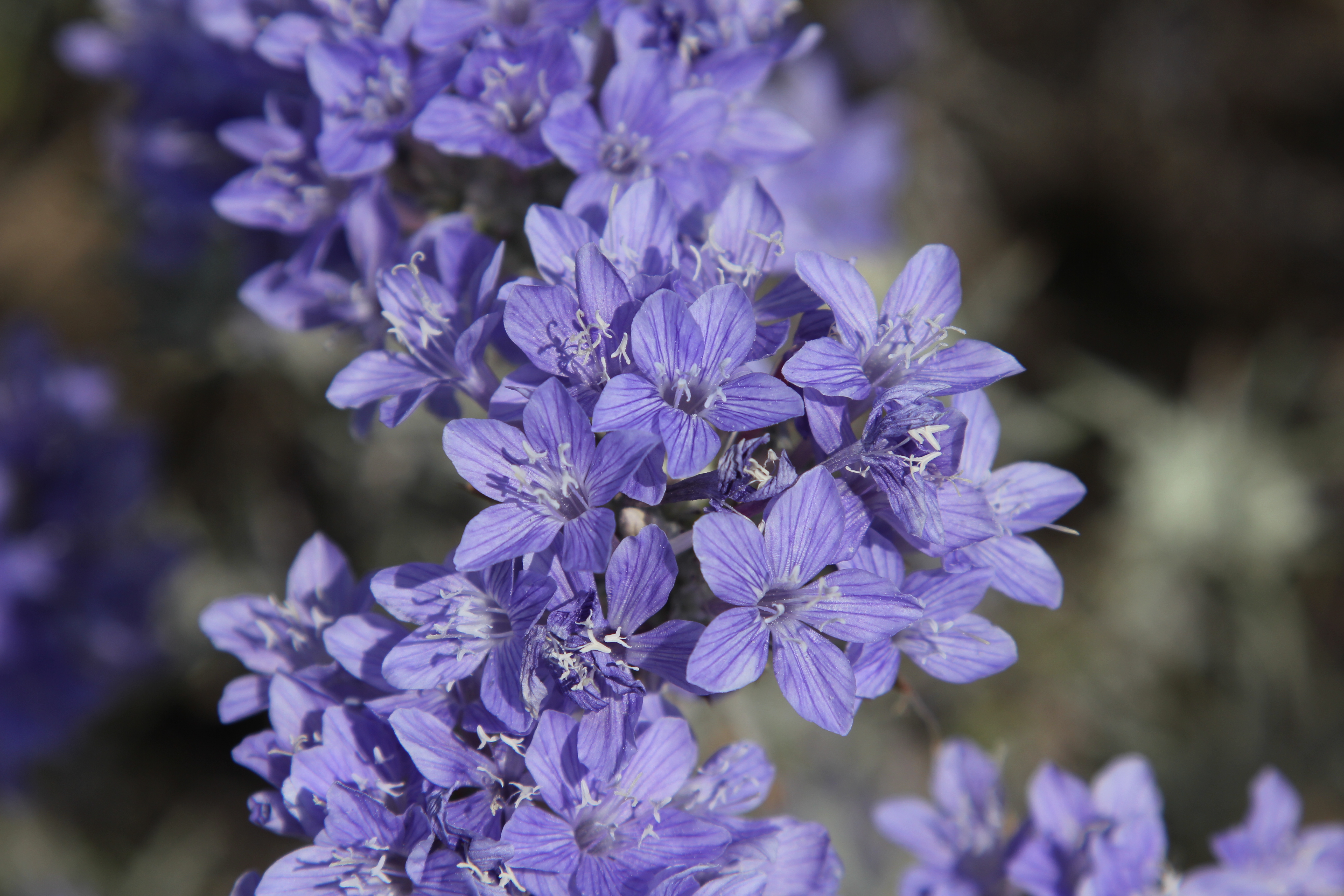